# Borcharding
Borcharding ist ein niederdeutscher Familienname. Er leitet sich vom Vornamen Burghard ab und bedeutet unter anderem starke Burg. Den Namen gibt es in dieser Schreibweise sechsmal in Deutschland, davon dreimal in Rheine und dreimal  in Münster. In den Schreibweisen Borgarding sowie Borgerding gibt es ihn auch in den USA; dort gehört er aber nicht zu den 50.000 häufigsten Namen.

## Varianten
- Borcherding
- Borgarding
- Borgerding
- Borchard
- Borchardt
- Börgerding